# Sia canus
Sia canus är en insektsart som först beskrevs av Louis Albert Péringuey 1916.  Sia canus ingår i släktet Sia och familjen Stenopelmatidae. Inga underarter finns listade i Catalogue of Life.